# Adolf Jorkasch-Koch (Politiker, 1848)
Adolf Freiherr von Jorkasch-Koch (* 3. Oktober 1848 in Lemberg, Galizien; † 22. April 1909 in Wien) war ein österreichischer Verwaltungsbeamter, Politiker und zweimal kurzzeitiger Finanzminister Cisleithaniens, der österreichischen Reichshälfte Österreich-Ungarns.

Adolf Freiherr von Jorkasch-Koch

## Leben
Jorkasch-Koch war der Sohn des Verwaltungsbeamten und späteren Herrenhausmitglieds Adolf Jorkasch-Koch (1823–1902) und dessen Frau Johanna (Joanna) Kulczycka. Er studierte Rechtswissenschaften an der Universität Lemberg und trat 1869 bei der Finanzlandesdirektion Lemberg in den Staatsdienst ein. 1875 wurde er ins Finanzministerium nach Wien versetzt, wo er für die Zoll- und Mautverwaltung zuständig war. An den Zolltarifreformen von 1882 und 1887 war er wesentlich beteiligt. 1870 wurde sein Vater in den erblichen österreichischen Ritter- und 1879 in den Freiherrenstand erhoben.
Freiherr von Jorkasch-Koch übernahm 1889 als Sektionsrat die Leitung des Zolldepartements des Finanzministeriums. 1891 erfolgte die Ernennung zum Ministerialrat, 1896 wurde er als Sektionschef Leiter der Gefällensektion (für Verzehrungssteuern, Zölle, Salz- und Tabakmonopol und Finanzwache). 1898 war er am Finanzausgleich mit Ungarn beteiligt. 1899 erfolgte die Ernennung zum Geheimen Rat.

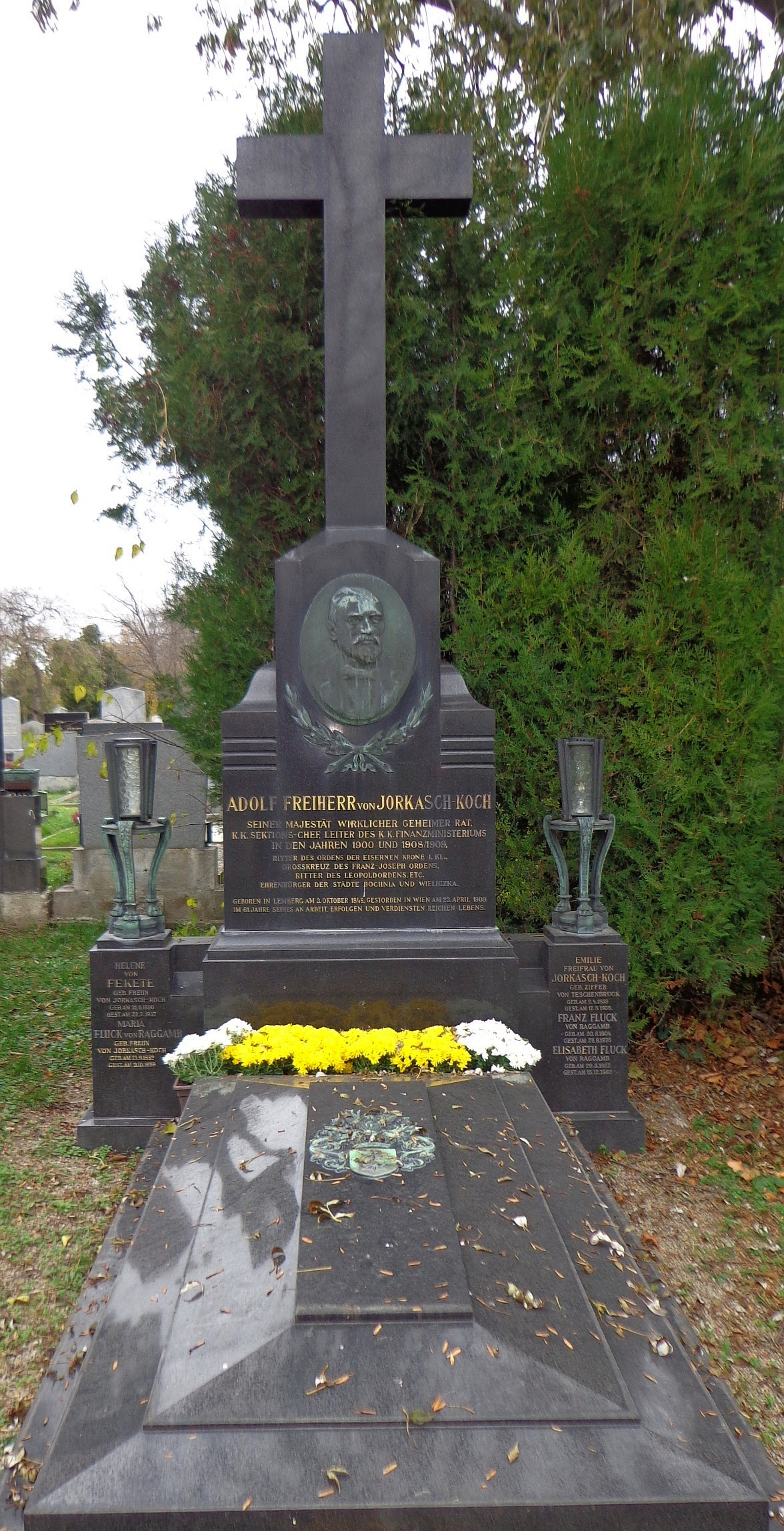
Grab von Jorkasch-Koch auf dem Wiener Zentralfriedhof

Vom 22. Dezember 1899 bis 18. Jänner 1900 sowie vom 15. November 1908 bis 10. Februar 1909 war Jorkasch-Koch österreichischer Finanzminister in den Beamtenregierungen von Wittek beziehungsweise Bienerth. Er war, so wie seine meisten Ministerkollegen, als rangältester Sektionschef berufen worden. In dieser Funktion war er erfolgreich bei handelspolitischen Vereinbarungen mit anderen Staaten und bei der Gestaltung der Zollpolitik sowie der Entwicklung der Mineralölindustrie.
In seiner zweiten kurzen Amtszeit setzte Jorkasch-Koch das Budget für die Annexion Bosnien-Herzegowinas durch. An Bronchitis erkrankt, wollte er sich in Edlach an der Rax auskurieren, es entwickelte sich aber eine Lungenentzündung, an der er starb.